# Illicium stapfii
Illicium stapfii är en tvåhjärtbladig växtart som beskrevs av Elmer Drew Merrill. Illicium stapfii ingår i släktet Illicium och familjen Schisandraceae. Inga underarter finns listade.